# Taylor Dayne
Taylor Dayne (New York, 7 maart 1962) is een Amerikaanse zangeres. Taylor Dayne is het pseudoniem van Leslie Wunderman.

## Biografie
Na haar middelbare school werd Dayne zangeres van new wave groep Felony. Naast de regelmatige optredens studeerde ze muziektheorie en -compositie en nam ze privé zangles. Nadat ze Felony had verlaten, ging ze zingen bij de groep The Next maar in 1985 begon ze een solocarrière.
Na enkele 12-inch platen uitgebracht te hebben, kwam Dayne in 1988 met haar single Tell it to my heart. Deze single kwam in veel landen, waaronder Nederland, op de nummer 1-positie in zowel de Nederlandse Top 40 als de Nationale Hitparade Top 100. De opvolger Prove your love was op donderdag 14 april 1988 TROS Paradeplaat op Radio 3 en werd ook een grote hit. Deze plaat bereikte de 6e positie in de Nederlandse Top 40 en de 8e positie in de Nationale Hitparade Top 100. In datzelfde jaar trad Dayne op in het voorprogramma van Michael Jackson.
Het lukte Dayne niet het grote succes van Tell it to my heart en Prove your love te evenaren. In 1993 kwam ze met een nieuw album en in 1994 met een Greatest Hits album. Na een meningsverschil met haar platenmaatschappij begon ze in 1994 voor zichzelf. Omdat ze nog onder een contract viel, hield ze zich enige tijd bezig met acteren. In 1998 kwam ze met een nieuw album dat ze onder eigen beheer heeft uitgegeven. De titelsong van het album Planet Love uit 2000 werd een grote dancehit in de Verenigde Staten.
In 2010 zong Dayne het officiële lied van de Gay Games in Keulen tijdens de openingsceremonie op 31 juli: Facing a Miracle. In 2017 maakt ze met de houseproducer Tony Moran een remix van de single How Many uit 2002.
Ze is moeder van een tweeling, een zoon en een dochter, geboren uit een draagmoeder. De vader van de kinderen is onbekend.

## Discografie

### Albums
| Album met eventuele hitnotering(en) in de Nederlandse Album Top 100 | Datum van verschijnen | Datum van binnenkomst | Hoogste positie | Aantal weken | Opmerkingen |
| ------------------------------------------------------------------- | --------------------- | --------------------- | --------------- | ------------ | ----------- |
| Tell It to My Heart                                                 | 1988                  | 02-04-1988            | 22              | 19           |             |
| Soul Dancing                                                        | 1993                  | 14-08-1993            | 24              | 13           |             |

### Singles
| Single met eventuele hitnotering(en) in de Nederlandse Top 40 | Datum van verschijnen | Datum van binnenkomst | Hoogste positie | Aantal weken | Opmerkingen                                                  |
| ------------------------------------------------------------- | --------------------- | --------------------- | --------------- | ------------ | ------------------------------------------------------------ |
| Tell It to My Heart                                           | 1988                  | 05-03-1988            | 1 (1wk)         | 10           | nr.1 Nationale Hitparade Top 100                             |
| Prove Your Love                                               | 1988                  | 30-04-1988            | 6               | 9            | nr. 8 Nationale Hitparade Top 100 / TROS Paradeplaat Radio 3 |
| Can't Get Enough of Your Love                                 | 1993                  | 31-07-1993            | 8               | 10           |                                                              |